# Justo Tejada
Justo Tejada Martínez (Barcellona, 6 gennaio 1933 – Barcellona, 31 gennaio 2021) è stato un calciatore spagnolo, di ruolo attaccante o centrocampista.

## Caratteristiche tecniche
Considerato uno dei migliori attaccanti nella storia del Barcellona, era rapido, dotato di una buona tecnica e di uno spiccato senso del gol.

## Carriera

### Club

#### Barcellona
Cresciuto nelle giovanili del Barcellona, giocò nel Deportivo Condal, squadra filiale del club catalano.
Nella stagione 1952-1953 giocò in prestito nel Real Murcia, in Segunda División. Al termine del prestito, entrò a far parte della prima squadra allenata da Ferdinand Daučík. Tejada segnò 14 gol in 19 partite, diventando il secondo miglior marcatore del Barcellona in quella stagione dopo László Kubala.
Nella stagione 1956-1957, allenato da Domènec Balmanya, realizzò 8 gol in 16 partite e vinse la Coppa di Spagna, il primo trofeo della sua carriera. Nella stagione successiva, con 14 gol in 28 partite fu il capocannoniere della squadra e vinse la Coppa delle Fiere. Il 24 settembre 1957 partecipò alla partita inaugurale del Camp Nou e realizzò la seconda rete dell'incontro. Nella stagione 1958-1959, allenato da Helenio Herrera, segnò 19 reti in 28 partite e contribuì alla vittoria del campionato e della Coppa di Spagna. Nella stagione successiva vinse per la seconda volta il campionato e la Coppa delle Fiere. Lasciò il club nel 1961, al termine di una stagione priva di vittorie, in cui il Barcellona perse la finale di Coppa dei Campioni contro il Benfica, e passò ai rivali del Real Madrid.

#### Real Madrid e RCD Espanyol
In due stagioni con la squadra della capitale spagnola, allenato da Miguel Muñoz, vinse due campionati e una Coppa di Spagna. Fu il capocannoniere della Coppa dei Campioni 1961-1962, con 7 gol in 7 partite. Scese in campo anche nella finale, persa per 5-3 contro i portoghesi del Benfica, ma i tre gol degli spagnoli furono segnati da Ferenc Puskás. Con il Real Madrid collezionò 40 presenze e 17 gol.
Nel 1963 tornò a Barcellona, per giocare con l'Espanyol in Primera División. Nella stagione 1963-1964, allenato prima da Pedro Areso e poi da Pere Solé, giocò 13 partite e segnò un gol. La squadra arrivò al quartultimo posto. Nella stagione successiva, allenato da László Kubala, giocò 3 partite e segnò un gol.

### Nazionale
Esordì con la nazionale spagnola il 13 aprile 1958, giocando contro il Portogallo a Madrid. Il 15 ottobre dello stesso anno, segnò 4 reti nella partita vinta per 6-2 contro l'Irlanda del Nord. Giocò l'ultima partita in nazionale il 2 aprile 1961, contro la Francia. In totale collezionò 8 presenze e quattro reti.

## Palmarès

### Club

#### Competizioni nazionali
- Primera División (Spagna): 4

Barcellona: 1958-1959, 1959-1960
Real Madrid: 1961-1962, 1962-1963
- Coppa di Spagna: 3

Barcellona:1956-1957, 1958-1959
Real Madrid: 1961-1962

#### Competizioni internazionali
- Coppa delle Fiere: 2

Barcellona: 1955-1958, 1958-1960

### Individuale
- Capocannoniere della Coppa dei Campioni: 1

1961-1962 (7 gol ex aequo con Alfredo di Stéfano, Bent Løfqvist, Ferenc Puskás e Heinz Strehl)
- Capocannoniere della Coppa delle Fiere: 1

1955-1958 (4 gol ex aequo con Norbert Eschmann, Evaristo, Cliff Holton e Peter Murphy)